# Кисляково (Московская область)
Кисляково — деревня в Сергиево-Посадском городском округе Московской области, в составе муниципального образования Сельское поселение Шеметовское (до 29 ноября 2006 года входила в состав Константиновского сельского округа).

## Население
| 2002 | 2006 | 2010 |
| ---- | ---- | ---- |
| 13   | ↗16  | ↘15  |

## География
Кисляково расположено примерно в 31 км (по шоссе) на север от Сергиева Посада, на безымянном притоке реки Перемойка (левый приток реки Дубны), высота центра деревни над уровнем моря — 186 м.